# Symphurus prolatinaris
Symphurus prolatinaris is een  straalvinnige vissensoort uit de familie van hondstongen (Cynoglossidae). De wetenschappelijke naam van de soort is voor het eerst geldig gepubliceerd in 1991 door Munroe, Nizinski & Mahadeva.
De soort staat op de Rode Lijst van de IUCN als niet bedreigd, beoordelingsjaar 2008.